# Billy Long
Billy Long właściwe William Hollis Long II (ur. 11 sierpnia 1955 w Springfield) – amerykański polityk, członek Partii Republikańskiej.

## Działalność polityczna
Od 3 stycznia 2011 jest przedstawicielem 7. okręgu wyborczego w stanie Missouri w Izbie Reprezentantów Stanów Zjednoczonych.